# Johann Dihanich
Johann Dihanich (24 de outubro de 1958) é um ex-futebolista austríaco. Ele competiu na Copa do Mundo FIFA de 1982, sediada na Espanha, na qual a seleção de seu país terminou na oitava colocação dentre os 24 participantes.